# Johannes Leiacker

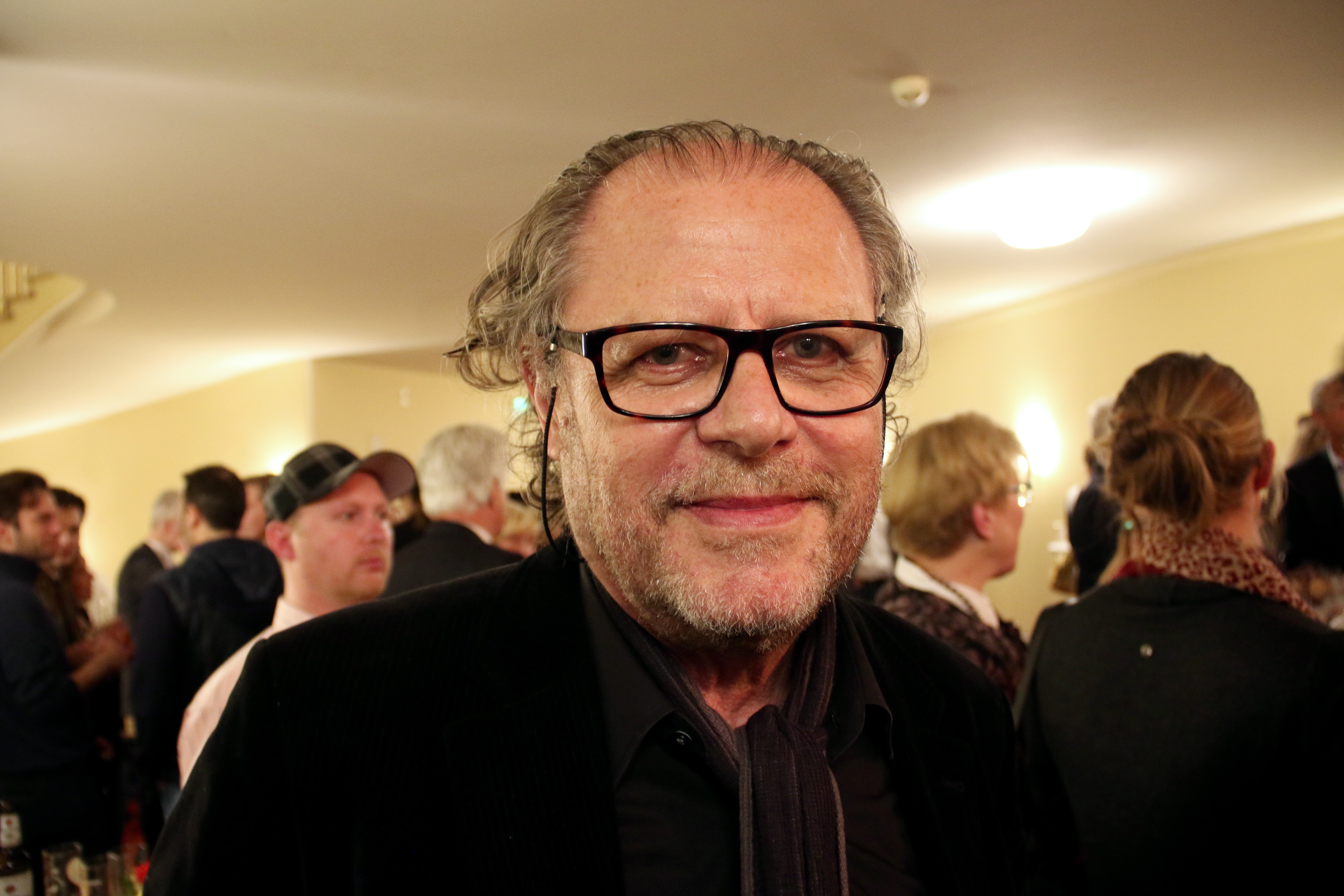
Johannes Leiacker, 2017

Johannes Leiacker (* 1950 in Landshut) ist ein deutscher Bühnen- und Kostümbildner.

## Leben
Johannes Leiacker ist weltweit als Ausstatter im Opern- und Schauspielbereich tätig. Engagements führten ihn an die großen Opernbühnen, u. a. an die Wiener Staatsoper, die Opéra National in Paris, das Royal Opera House Covent Garden in London, die Nationale Opera Amsterdam, die Metropolitan Opera in New York, die Los Angeles Opera sowie die Opernhäuser in Madrid, Brüssel, Zürich, Helsinki, Moskau und Tokio. Bühnen- und Kostümbilder entstanden außerdem für die Festspiele in Salzburg, Bregenz und Baden-Baden. Eine kontinuierliche Zusammenarbeit verbindet Johannes Leiacker mit Peter Konwitschny (zuletzt Rihms Die Eroberung von Mexico bei den Salzburger Festspielen und La Juive an der Opera Vlaanderen Antwerpen / Gent) und Christof Loy (zuletzt Anno Schreiers Hamlet und Benjamin Brittens Peter Grimes – International Opera Awards 2016 als „Beste Produktion“ – am Theater an der Wien sowie Ariodante bei den Salzburger Pfingstfestspielen). Die mit Christof Loy entstandene Produktion von Tristan und Isolde am Royal Opera House Covent Garden London wurde 2010 mit dem Laurence Olivier Award ausgezeichnet. Bis 2010 hatte er eine Professur an der Hochschule für Bildende Künste Dresden inne.

## Preise und Auszeichnungen
- 1984 Förderpreis des Landes Nordrhein-Westfalen für junge Künstlerinnen und Künstler
- 1996, 2009 und 2018 wurde er von der Zeitschrift Opernwelt zum 'Bühnenbildner des Jahres' gewählt.